# Pandemia de gripe A (H1N1) de 2009-2010 en España
La pandemia de gripe A (H1N1), que se inició en 2009, entró en España el 26 de abril del mismo año. Este fue el primer país en reportar casos de gripe A en el continente europeo.
Un día después de comunicarse la aparición del brote de gripe A (H1N1) en México surgieron en España los primeros posibles casos, siendo la mayoría jóvenes con edades comprendidas entre los 20 y 30 años. El primer caso posible fue en Almansa, en la provincia de Albacete, cuando un joven había ingresado en el hospital con los síntomas de la gripe cotidiana días después de haber viajado a México. A este caso se le unieron varios en el País Vasco y en la Comunidad Valenciana.

## Brote
El lunes 26 de abril de 2009 se confirmó que el joven de Almansa estaba contaminado por el virus H1N1 y que su estado era favorable. Seguidamente se fueron confirmando otros casos. El día 30 de abril había 13 casos confirmados y 89 sin confirmar.
Ese mismo día la ministra de Sanidad y Consumo, Trinidad Jiménez, aseguró que no era necesario cancelar los vuelos con origen o destino mexicanos y prohibió a las farmacias vender medicamentos antigripales.
El 5 de mayo de 2009 el número de casos confirmados se elevó a 73. En la amplia mayoría de los casos confirmados se trataba de pacientes que habían viajado a México recientemente, sólo registrándose nueve casos en pacientes que no habían viajado a México por lo menos en los últimos cuatro meses anteriores.
Hasta el día 29 de abril de 2010 (fecha de la última actualización), España confirmó oficialmente 1.536 casos de gripe A (H1N1) y extraoficialmente 155.051 casos; además de 4 muertes.

## Casos confirmados por comunidades autónomas

### Andalucía
El día 21 de agosto de 2009 se produjo la primera muerte en Andalucía cuando una mujer de 39 años, embarazada de 39 semanas, falleció 6 días después de haber ingresado en el Hospital Valme de Sevilla.
El mismo día por la noche una mujer de 50 años falleció en el Hospital de La Línea (Cádiz) después de ingresar el día 3 de agosto de 2009.

El 23 de agosto una mujer de 20 años con obesidad mórbida falleció, siendo esta la tercera víctima fatal por la gripe A (H1N1) en aquel fin de semana. La joven ingresó el miércoles 19 de agosto en el Hospital San Cecilio de Granada.

### Comunidad de Madrid
El día 22 de mayo de 2009, el Ministerio de Defensa puso en cuarentena a la Academia Militar de Ingenieros de Hoyo de Manzanares (Madrid), donde se confirmaron seis casos, y otros cinco estaban bajo sospechas.
El día 1 de junio de 2009, la Consejería de Sanidad de la Comunidad de Madrid (representada por Juan José Güemes) confirmó 2 casos en el IES Isaac Albéniz e informó de que podrían aumentar considerablemente en un futuro.
Según el director del instituto, hay 25 casos, pero estos no han sido corroborados.
El día 9 de junio de 2009, la Consejería de Sanidad de la Comunidad de Madrid confirmó 121 casos en 17 centros escolares.
El día 11 de junio de 2009, había 139 casos confirmados en 22 centros.
El 29 de junio de 2009, muere la primera persona contagiada por el virus H1N1. Se trató de una joven de 20 años, que murió tras dar a luz. Éste fue primer caso mortal en España.
El 16 de julio se produjo la cuarta muerte en España, y la segunda en la Comunidad de Madrid. En el Hospital Universitario La Paz de Madrid, falleció un anciano de 71 años con antecedentes de una enfermedad pulmonar obstructiva crónica.
El día 24 de agosto de 2009, fallece un varón en algún hospital de Madrid (ya que no se dio a conocer su identidad por petición de los familiares). Con esta muerte, eran dieciséis las víctimas en España por el virus H1N1.

### Canarias
El 9 de julio de 2009, se produjo la segunda muerte en las Canarias. Un varón de 41 años falleció en la UCI del Hospital Universitario de Gran Canaria Doctor Negrín, de Las Palmas de Gran Canaria. El fallecido sufría una enfermedad previa que determinó su rápido agravamiento.
El 12 de agosto se produjo la décima muerte por gripe A (H1N1) en España, siendo el afectado un varón de 30 años ingresado en el Hospital Insular de Gran Canaria desde el 29 de julio, que además presentaba factores de riesgo.
El 17 de agosto de 2009 fallece en Las Palmas de Gran Canaria un niño de 11 años que presentaba una enfermedad crónica agravada por la gripe A (H1N1).

### Islas Baleares
El 16 de julio de 2009 se produjo la tercera muerte en las Islas Baleares, en el Hospital Son Llàtzer de Palma de Mallorca. En él falleció una mujer nigeriana de 33 años sin problemas de salud previos.

### Comunidad Valenciana
El 20 de julio de 2009 falleció un hombre en Teulada, Alicante, que estaba sometido a diálisis desde 1993. Fue el quinto muerto a nivel nacional.
El 27 de julio de 2009 falleció la sexta persona: un hombre de 53 años en el Hospital La Ribera de Alcira, Valencia. El enfermo sufría una patología grave previa.
El 10 de agosto falleció la novena persona: una mujer de 28 años que se encontraba ingresada en el Hospital 9 de Octubre de Valencia.
El 14 de agosto falleció la undécima víctima: una mujer de 31 años, embarazada, que seencontraba en coma irreversible en el Hospital General de Castellón de la Plana.
El 15 de noviembre murió un niño de 11 años en Torrevieja.

### Castilla-La Mancha
El 29 de julio de 2009, fallece un hombre de 34 años (la séptima persona en España) en Villarrobledo, Albacete. Ya había sido ingresado el 12 de julio con una enfermedad grave.

### Cataluña
El 4 de agosto de 2009 se produjo la primera muerte en Cataluña y la octava del país.
La afectada, una mujer de 35 años, falleció en Gerona tras ser ingresada al hospital dos días antes.

### Galicia
El primer caso de gripe A (H1N1) en Galicia fue registrado el 29 de abril de 2009 en la provincia de Orense, si bien no se confirmó hasta varios días más tarde. Era una paciente que había viajado a México recientemente.
Con anterioridad se habían registrado pacientes con síntomas similares a los de la gripe A (H1N1), y durante todo ese tiempo fueron considerados como casos posibles. El primero fue detectado en el municipio de Mos el 27 de abril de 2009, en un paciente masculino de mediana edad que regresó unos días antes de México. El mismo día se confirma el primer caso español de gripe humana en Almansa (Albacete), pero estos no estaban relacionados. El 1 de mayo de 2009 apareció otro nuevo caso sospechoso en La Coruña, también de una persona procedente del país norteamericano. Días después se confirmó que los casos de Mos y de La Coruña no tenían relación con la gripe A (H1N1).
El 27 de agosto de 2009, un varón de 33 años murió en Vigo (Galicia) por complicaciones de la influenza humana, aunque padecía otras patologías graves.

## Reacciones internacionales
Debido al incremento de casos confirmados en territorio español, Rusia prohibió temporalmente la importación de productos derivados del cerdo procedentes de España, México y Estados Unidos.
El nerviosismo suscitado por la gripe A (H1N1), hizo que los encargados del equipaje en el aeropuerto de París-Orly se negaran a recoger maletas que provenían de México y España, argumentando temor a contagiarse de la gripe porcina.